# Periyakulam
Periyakulam là một thành phố và khu đô thị của quận Theni thuộc bang Tamil Nadu, Ấn Độ.

## Địa lý
Periyakulam có vị trí 10°07′B 77°33′Đ / 10,12°B 77,55°Đ Nó có độ cao trung bình là 282 mét (925 feet).

## Nhân khẩu
Theo điều tra dân số năm 2001 của Ấn Độ, Periyakulam có dân số 42.039 người. Phái nam chiếm 50% tổng số dân và phái nữ chiếm 50%. Periyakulam có tỷ lệ 76% biết đọc biết viết, cao hơn tỷ lệ trung bình toàn quốc là 59,5%: tỷ lệ cho phái nam là 82%, và tỷ lệ cho phái nữ là 69%. Tại Periyakulam, 10% dân số nhỏ hơn 6 tuổi.